# Encants metróállomás
Encants egyike a Spanyolországban található barcelonai metró metróállomásainak.

## Metróvonalak
Az állomást az alábbi metróvonalak érintik:
- 2-es metróvonal

## Kapcsolódó állomások
Az állomáshoz az alábbi állomások vannak a legközelebb:
- Sagrada Família (Paral·lel, 2-es metróvonal)
- Clot (Badalona Pompeu Fabra, 2-es metróvonal)